# Chiesa di Santa Maria Porta Coeli
La chiesa di Santa Maria Porta Coeli (o chiesa di San Martino a San Paolo) è una chiesa sconsacrata di Napoli, ubicata nel centro storico, in via San Paolo, di cui oggi sono rimaste solo le tracce circa il suo costruito.

## Storia
La chiesa fu fondata nel XIV secolo dalla famiglia Carminna, che faceva parte di uno dei sedili della città; questi furono del tutto estinti nel corso dei secoli. In origine la chiesa era dedicata a San Pietro apostolo; successivamente, assunse l'attuale denominazione per via del ritrovamento miracoloso di un'immagine della Madonna. La struttura è oggi adibita ad uno scopo completamente diverso da quello originario, infatti, adesso è diventata una pizzeria, Santissima Pizza.

## Descrizione
La chiesa conserva ancora rilevanti tracce della sua primitiva architettura: ad esempio, le originali decorazioni e la lunetta gotica del portale marmoreo, che venne distrutto per dar luogo ad un accesso per bottega, e il cui spazio oggi è costituito da una edicola sacra e una finestra monofora ogivale riccamente decorata.
L'interno, le cui testimonianze ci sono pervenute grazie agli scritti di Roberto Pane, è composto da una navata di piccole dimensioni e coperta da volte a crociera nervate. Essa, da quanto pervenuto, era caratterizzata dal sepolcro di Ferdinando Pandone, con una statua di Girolamo Santacroce, mentre, delle sue opere pittoriche, non vi è più alcuna traccia.